# Ángela (sèrie de televisió)
Ángela és una sèrie de televisió espanyola de thriller escrita per Sara Cano, Paula Fabra i Leire Albinarrate i dirigida per Norberto López Amado per a Antena 3 i Atresplayer, basada en la sèrie de televisió britànica Angela Black que va ser creada i escrita per Harry i Jack Williams. Està produïda per Buendía Estudios Bizkaia i protagonitzada per Verónica Sánchez, Daniel Grao, Jaime Zatarain i Lucía Jiménez. Estrenada a Antena 3 el 6 de març de 2025.

## Argument
Ángela (Verónica Sánchez) és una dona aparentment feliç al costat del seu marit, Gonzalo (Daniel Grao), amb qui té dues filles. Però sota aquesta idíl·lica façana, Ángela oculta un infern de maltractament. Sempre en tensió, el fràgil equilibri d'Ángela acaba de trencar-se quan coneix a Eduardo (Jaime Zatarain), un antic company d'institut pel qual se sent immediatament atreta. No obstant això, gràcies a la intervenció de la seva millor amiga Esther (Lucía Jiménez), Ángela descobrirà que Edu no és qui diu ser.

## Repartiment

### Principal
- Verónica Sánchez com a Ángela Rekarte Tomasena
- Daniel Grao com a Gonzalo Lara Ormazabal
- Jaime Zatarain com a Eduardo "Edu" Silva +  Roberto "Rober" Irogoyen
- Lucía Jiménez com a Esther Agirre Larrazabal

amb la col·laboració de
- María Isabel Díaz Lago como Maribel

### Invitats
- Ane Gabarain com a Carmen Tomasena (Episodi 1 - Episodi 6)
- Begoña Maestre com a Laura (Episodi 1 - Episodi 3; Episodi 5 - Episodi 6)
- Maia Zaitegui com a Maia Lara Rekarte (Episodi 1 - Episodi 6)
- Sua Díez com a Irati Lara Rekarte (Episodi 1 - Episodi 6)
- Alain Azabal Forcada com a Alain (Episodi 1; Episodi 5 - Episodi 6)
- Olatz Ganboa com a Rocío (Episodi 1; Episodi 5 - Episodi 6)
- Luka Astudillo com a Carlitos (Episodi 1 - Episodi 2)
- Elena Sáenz com a Begoña "Bego" (Episodi 1 - Episodi 2)
- Joseba Apaolaza com a Vicente (Episodi 1 - Episodi 2; Episodi 5)
- Aitor Merino com a Fernando (Episodi 1)
- Aitor Kateron com a Gorka Santos (Episodi 2; Episodi 5)
- Inge Martín com a Miss Jeny (Episodi 2 - Episodi 3)
- Thais Blume com a Rosa Izaguirre (Episodi 5 - Episodi 6)

## Capítols
| Núm. | Títol              | Direcció             | Guió                                       | Data d'estrena original |                   |
| ---- | ------------------ | -------------------- | ------------------------------------------ | ----------------------- | ----------------- |
| 1    | «A de Abuso»       | Norberto López Amado | Sara Cano y Paula Fabra                    | 6 de març de 2025       | 1 015 000 (10,7%) |
| 2    | «N de Nerviosismo» | Norberto López Amado | Sara Cano i Paula Fabra                    | 13 de març de 2025      | Sense determinar  |
| 3    | «G de Gravedad»    | Norberto López Amado | Sara Cano y Paula Fabra                    | 20 de març de 2025      | Sense determinar  |
| 4    | «E de Efusividad»  | Norberto López Amado | Sara Cano, Paula Fabra y Leire Albinarrate | 27 de març de 2025      | Sense determinar  |
| 5    | «L de Libertad»    | Norberto López Amado | Sara Cano y Paula Fabra                    | 3 de abril de 2025      | Sense determinar  |
| 6    | «A de Amor»        | Norberto López Amado | Sara Cano y Paula Fabra                    | 10 d'abril de 2025      | Sense determinar  |

## Producció
El 27 de juny de 2023, després de l'èxit en audiències de Mentiras (remake de Liar) a Antena 3, la seva propietària, Atresmedia, va anunciar que estava desenvolupant per a la cadena un remake d'una altra sèrie dels guionistes britànics Harry i Jack Williams, Angela Black. Al juliol de 2023, es va anunciar que el projecte havia estat batejat sota el títol de Ángela i que estaria protagonitzat per Verónica Sánchez i Daniel Grao.  El rodatge de la sèrie va començar a la fi d'octubre de 2023 en Biscaia, incloent-hi exteriors naturals de Mungia, Mundaka i Bilbao.<.

## Llançament i màrqueting
El 18 de juny de 2024, Atresplayer va llançar el pòster de Ángela i va revelar que s'estrenaria en la seva plataforma al juny, amb plans d'emetre's a Antena 3 en un futur pròxim. El 24 de juny de 2024, Atresplayer va concretar que la sèrie s'estrenaria en la seva plataforma el 14 de juliol de 2024. El 3 de juliol de 2024, Atresplayer va llançar el tràiler de la sèrie.